# Secrets of the Lone Wolf
Secrets of the Lone Wolf is een Amerikaanse misdaadfilm uit 1941 onder regie van Edward Dmytryk.

## Verhaal
De leider van een bende juwelendieven ziet de huisknecht Jamison aan voor een beruchte dief. Ze dwingen hem om deel te nemen aan de diefstal van juwelen, die de heer van Jamison moet beschermen.

## Rolverdeling
| Acteur          | Personage         |
| --------------- | ----------------- |
| Warren William  | Michael Lanyard   |
| Ruth Ford       | Helen de Leon     |
| Roger Clark     | Paul Benoit       |
| Victor Joy      | Dan Streever      |
| Eric Blore      | Jamison           |
| Thurston Hall   | Inspecteur Crane  |
| Fred Kelsey     | Sergeant Dickens  |
| Victor Kilian   | Kolonel Costals   |
| Marlo Dwyer     | Bubbles Deegan    |
| Lester Sharpe   | Hulpsheriff Duval |
| Irving Mitchell | Mijnheer Evans    |
| John Harmon     | Bernard           |
| Joe McGuinn     | Bob Garth         |